# Jacob Ochtervelt

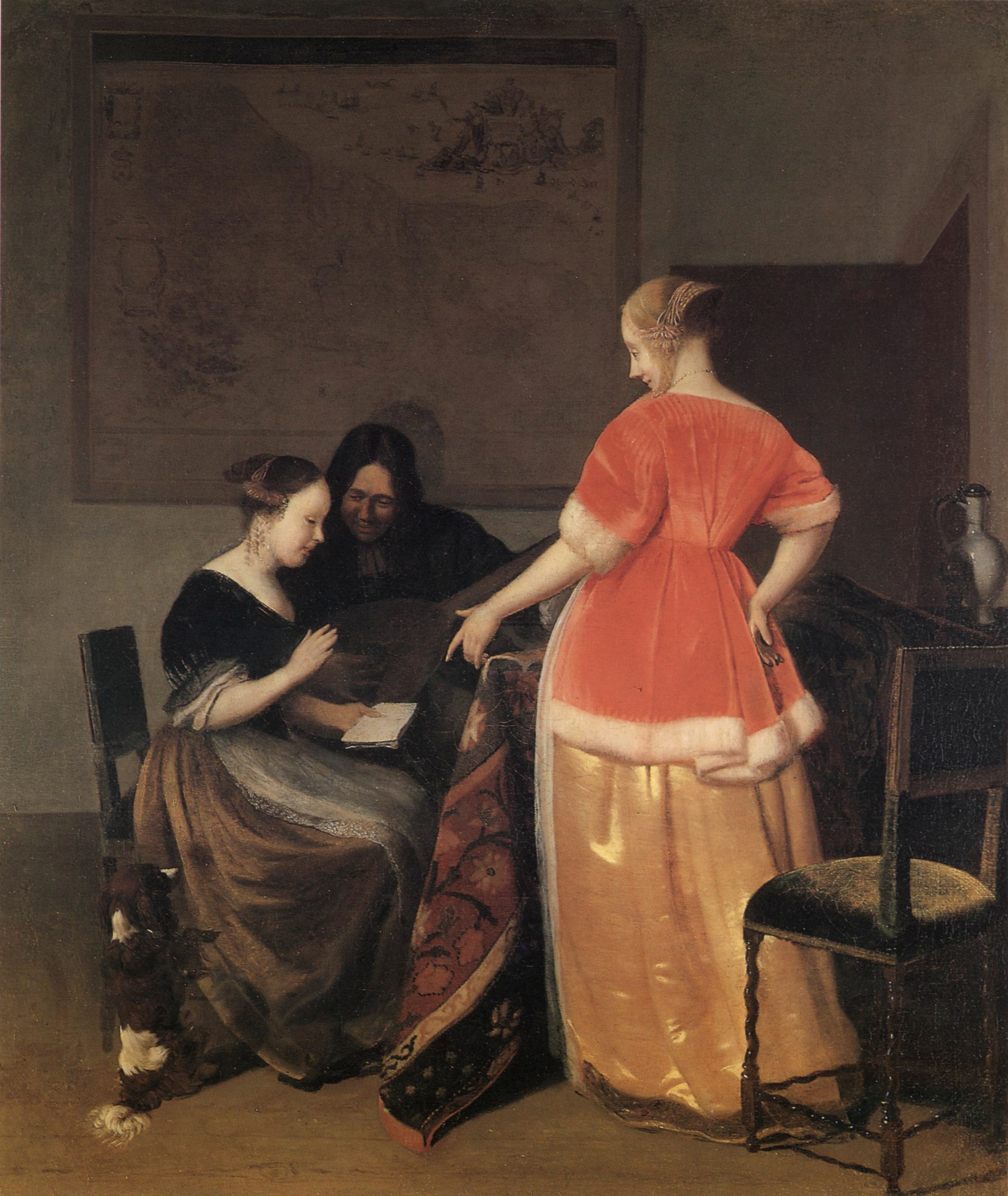
Lekcja muzyki, 1667

Jacob Lucasz Ochtervelt (ochrzczony 1 lutego 1634 w Rotterdamie, zm. 1682 w Amsterdamie) – holenderski malarz barokowy.
Był uczniem Nicolaesa Berchema w Haarlemie, później działał w Rotterdamie (1655–1672), a po 1674 w Amsterdamie. Początkowo malował pejzaże w manierze włoskiej, później głównie sceny rodzajowe, historyczne oraz portrety. Na jego twórczość największy wpływ mieli nauczyciel Berchem, a także Pieter de Hooch, Ludolf de Jongh i Gerard ter Borch.
Ochtervelt znany jest głównie z eleganckich scen rodzajowych z życia wyższych sfer, jego prace znajdują się w zbiorach m.in. Rijksmuseum, Ermitażu i National Gallery w Londynie.

## Wybrane prace
- Lekcja muzyki, ok. 1667
- Kupowanie winogron, 1669
- List miłosny, 1670
- Portret rodzinny, ok. 1670–75
- Koncert, 1674
- Kobieta przy klawesynie, ok, 1675–1680.